# Maksym Hrys'o
Maksym Josypovyč Hrys'o (in ucraino Максим Йосипович Грисьо?; Čyšky, 14 maggio 1996) è un calciatore ucraino, centrocampista dell'Obolon'.

## Carriera

### Club
Cresciuto nel settore giovanile del Karpaty, ha esordito in prima squadra il 23 luglio 2016 disputando l'incontro di Prem"jer-liha vinto 0-3 contro lo Stal' Dniprodzeržyns'k.

### Nazionale
Ha giocato nelle nazionali giovanili ucraine Under-20 ed Under-21.

## Statistiche

### Presenze e reti nei club
Statistiche aggiornate al 29 gennaio 2021.
| Stagione            | Squadra             | Campionato          | Campionato | Campionato | Coppe nazionali | Coppe nazionali | Coppe nazionali | Coppe continentali | Coppe continentali | Coppe continentali | Altre coppe | Altre coppe | Altre coppe | Totale | Totale |
| Stagione            | Squadra             | Comp                | Pres       | Reti       | Comp            | Pres            | Reti            | Comp               | Pres               | Reti               | Comp        | Pres        | Reti        | Pres   | Reti   |
| ------------------- | ------------------- | ------------------- | ---------- | ---------- | --------------- | --------------- | --------------- | ------------------ | ------------------ | ------------------ | ----------- | ----------- | ----------- | ------ | ------ |
| 2016-2017           | Karpaty             | PL                  | 26         | 2          | CU              | 1               | 0               |                    | -                  | -                  |             | -           | -           | 27     | 2      |
| lug.-ago. 2017      | Karpaty             | PL                  | 2          | 0          | CU              | 0               | 0               |                    | -                  | -                  |             | -           | -           | 2      | 0      |
| Totale Karpaty      | Totale Karpaty      | Totale Karpaty      | 28         | 2          |                 | 1               | 0               |                    | -                  | -                  |             | -           | -           | 29     | 2      |
| ago. 2017-2018      | Ruch Vynnyky        | 1L                  | 22         | 1          | CU              | 0               | 0               |                    | -                  | -                  |             | -           | -           | 22     | 1      |
| 2018-2019           | Ruch Vynnyky        | 1L                  | 21         | 1          | CU              | 1               | 0               |                    | -                  | -                  |             | -           | -           | 22     | 1      |
| Totale Ruch Vynnyky | Totale Ruch Vynnyky | Totale Ruch Vynnyky | 43         | 2          |                 | 1               | 0               |                    | -                  | -                  |             | -           | -           | 44     | 2      |
| lug.-ago. 2020      | Čerkaščyna          | 1L                  | 2          | 0          | CU              | 0               | 0               |                    | -                  | -                  |             | -           | -           | 2      | 0      |
| 2020-2021           | L'viv               | PL                  | 9          | 1          | CU              | 0               | 0               |                    | -                  | -                  |             | -           | -           | 9      | 1      |
| Totale carriera     | Totale carriera     | Totale carriera     | 82         | 5          |                 | 2               | 0               |                    | -                  | -                  |             | -           | -           | 84     | 5      |